# Интермодален транспорт
Интермодалният транспорт е метод на транспортиране на хора или стоки като се използват два или повече вида транспортни средства (въздушен, железопътен, плавателен, с автобус или камион). За превоза на товари голямо значение придобива плавателния транспорт, при който товарът се намира в контейнер, който позволява механизирано товарене и разтоварване. Интермодалността разчита на голямата степен на свързаност между различните транспортни мрежи. По този начин се оптимизира процеса на транспортиране според различни критерии – сигурност, бързина, цена, обслужване, екологичност и др.
Интермодалният транспорт се използва още през XVIII век, като води началото си от железопътното транспортиране на товари. Първите контейнери са били дървени и са използвани за превоз на въглища в Ливърпул и Манчестър в Англия. През 1841 г. Изъмбард Кингдъм Брунел представя първите железни контейнери.